# Vardø
Vardø (en finés: Vuoreija o Vuorea, en sami: Várggát) es una localidad y municipio de la provincia de Finnmark en el extremo noreste de Noruega. Tiene una población de 2128 habitantes según el censo de 2015.
A Vardø le fue reconocido el rango de municipio el 1 de enero de 1838, aunque para ello fue necesario hacer una excepción. Si bien la ley establecía que todas las ciudades debían estar separadas de sus distritos rurales, a causa de la muy escasa población y pocos votantes, no era posible cumplir con esta condición en Vardø en 1838.
El distrito rural de Vardø —Vardø herred, renombrado a Båtsfjord en 1957— fue separado de la ciudad en 1868. Sin embargo, el 1 de enero de 1964 la zona este de Båtsfjord fue vuelta a incorporar al municipio de Vardø.

## Información general

### Nombre
La forma en nórdico antiguo del nombre era Vargøy. La primera parte del nombre vargr significa «lobo», mientras que øy significa «isla». Hacia el año 1500 la primera parte fue reemplazada por varða, que significa cairn.

### Escudo
El escudo se creó en 1898. Sus bordes poseen los colores nacionales: rojo, blanco, y azul. El borde sirve de marco al escudo, el campo central muestra una escena compleja que contiene un amanecer con rayos, dos botes de pesca con sus tripulantes, el mar con olas, y un gran bacalao. Al pie se encuentra inscrito «1787», el año en que fue fundada la localidad, acompañado por las palabras «Vardöensis Insignia Urbis», que significa «el sello del poblado de Vardø». En la zona inferior del escudo se encuentra el lema: «Cedant Tenebræ Soli», que significa «La oscuridad dará paso al sol».

## Geografía

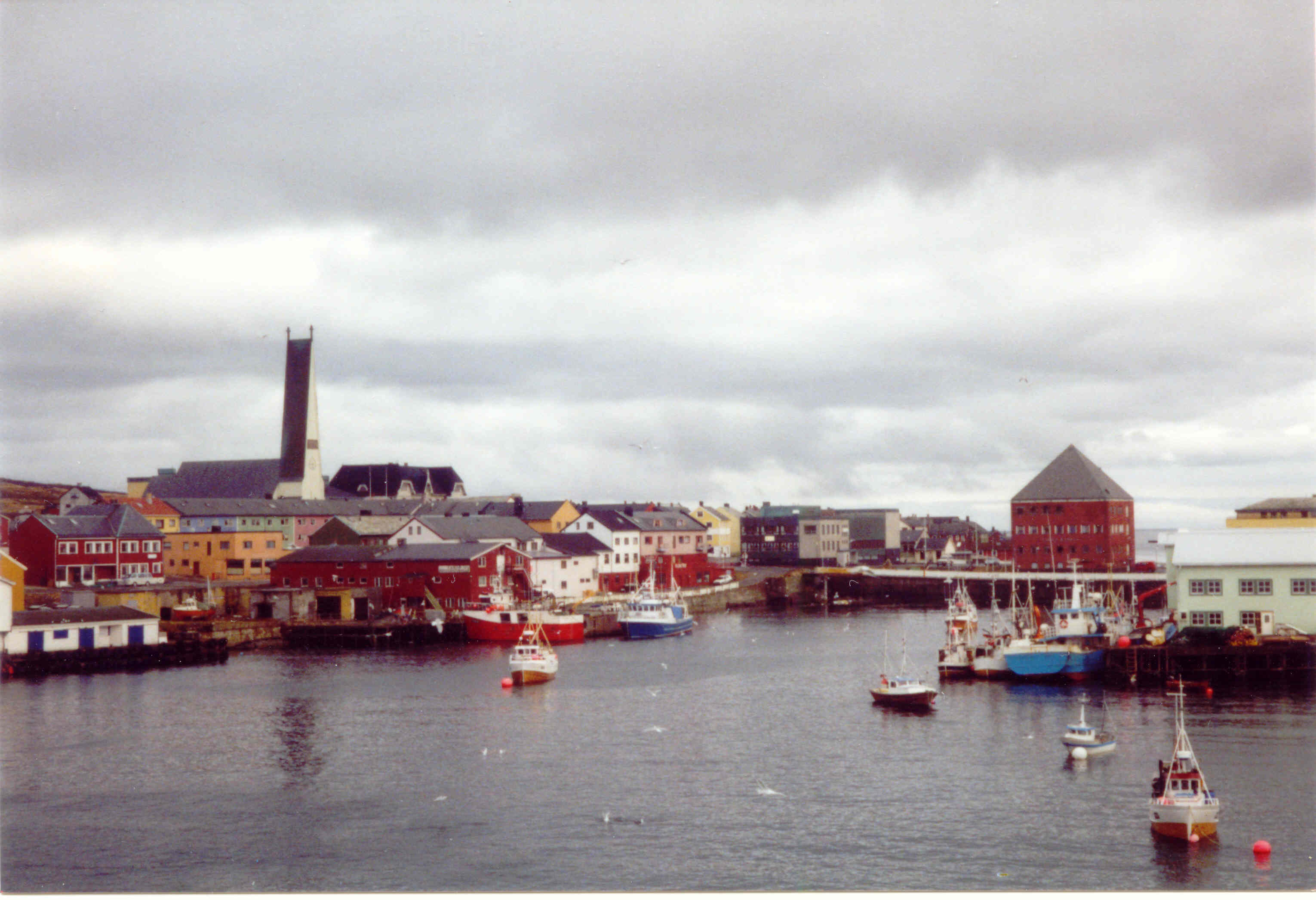
Vardø en abril de 2001

Vardø es la población más oriental de Noruega; se encuentra al este de San Petersburgo, Kiev y Estambul. Finnmark se encuentra en el mismo huso horario que el resto del país, aun cuando posee un desfase de una hora con respecto a la hora solar.
El puerto de Vardø, sobre el mar de Barents está libre de hielo durante todo el año gracias a la acción de la corriente cálida del Atlántico Norte. A menudo Vardø es identificada como la única población continental de Noruega en la zona de clima ártico, aunque esto no es estrictamente correcto dado que la población se encuentra asentada en una isla ubicada a 2 km de la costa noreste de la península de Varanger. Durante el mes de julio, la temperatura promedio diaria es de solo 8 °C, mientras que el promedio durante enero, el mes más frío, es de -6 °C.

### Clima
| Parámetros climáticos promedio de Vardø          | Parámetros climáticos promedio de Vardø | Parámetros climáticos promedio de Vardø | Parámetros climáticos promedio de Vardø | Parámetros climáticos promedio de Vardø | Parámetros climáticos promedio de Vardø | Parámetros climáticos promedio de Vardø | Parámetros climáticos promedio de Vardø | Parámetros climáticos promedio de Vardø | Parámetros climáticos promedio de Vardø | Parámetros climáticos promedio de Vardø | Parámetros climáticos promedio de Vardø | Parámetros climáticos promedio de Vardø | Parámetros climáticos promedio de Vardø |
| Mes                                              | Ene.                                    | Feb.                                    | Mar.                                    | Abr.                                    | May.                                    | Jun.                                    | Jul.                                    | Ago.                                    | Sep.                                    | Oct.                                    | Nov.                                    | Dic.                                    | Anual                                   |
| ------------------------------------------------ | --------------------------------------- | --------------------------------------- | --------------------------------------- | --------------------------------------- | --------------------------------------- | --------------------------------------- | --------------------------------------- | --------------------------------------- | --------------------------------------- | --------------------------------------- | --------------------------------------- | --------------------------------------- | --------------------------------------- |
| Temp. máx. abs. (°C)                             | 7.3                                     | 6.7                                     | 8.4                                     | 11.3                                    | 15.2                                    | 20.5                                    | 24.3                                    | 23.9                                    | 17.9                                    | 12.8                                    | 8.4                                     | 6.3                                     | 22.4                                    |
| Temp. máx. media (°C)                            | -2.7                                    | -3.3                                    | -1.6                                    | 0.8                                     | 4.5                                     | 8.5                                     | 11.5                                    | 11.1                                    | 8.4                                     | 4.0                                     | 0.7                                     | -1.4                                    | 3.4                                     |
| Temp. media (°C)                                 | -5.2                                    | -5.4                                    | -3.6                                    | -1.1                                    | 2.5                                     | 6.4                                     | 9.2                                     | 7.5                                     | 6.6                                     | 2.4                                     | -1.3                                    | -4.7                                    | 1.3                                     |
| Temp. mín. media (°C)                            | -7.7                                    | -7.9                                    | -5.8                                    | -3.0                                    | 0.7                                     | 4.3                                     | 7.3                                     | 7.4                                     | 4.9                                     | 0.7                                     | -3.4                                    | -6.6                                    | -0.7                                    |
| Temp. mín. abs. (°C)                             | -22.5                                   | -22.7                                   | -20.5                                   | -16.5                                   | -11.3                                   | -4.9                                    | 1.1                                     | -2.7                                    | -8.8                                    | -15.6                                   | -19.8                                   | -21.3                                   | -22.7                                   |
| Precipitación total (mm)                         | 55                                      | 41                                      | 34                                      | 33                                      | 30                                      | 42                                      | 49                                      | 55                                      | 54                                      | 58                                      | 59                                      | 53                                      | 563                                     |
| Días de precipitaciones (≥ 1 mm)                 | 14.7                                    | 11.6                                    | 10.5                                    | 9.1                                     | 7.9                                     | 8.3                                     | 8.7                                     | 10.4                                    | 11.9                                    | 14.0                                    | 12.9                                    | 13.7                                    | 133.7                                   |
| Fuente n.º 1: Norwegian Meteorological Institute |                                         |                                         |                                         |                                         |                                         |                                         |                                         |                                         |                                         |                                         |                                         |                                         |                                         |
| Fuente n.º 2:                                    |                                         |                                         |                                         |                                         |                                         |                                         |                                         |                                         |                                         |                                         |                                         |                                         |                                         |

### Avifauna
El municipio de Vardø incluye dos interesantes colonias de aves marinas en Hornøy y Reinøy. Existe una pequeña población de arao de Brunnich y colonias más numerosas de alca torda y arao común. Parte del municipio integra el Parque nacional de Varangerhalvøya.

## Transporte
La isla se encuentra conectada al continente mediante un túnel submarino, el primero en su tipo en Noruega. El Aeropuerto de Vardø-Svartnes se encuentra en el continente, próximo a la entrada al túnel. Vardø es una parada del ferry Hurtigruten. Es también el extremo norte de la carretera europea E75, que comienza en Sitia, Creta.

## Economía y turismo

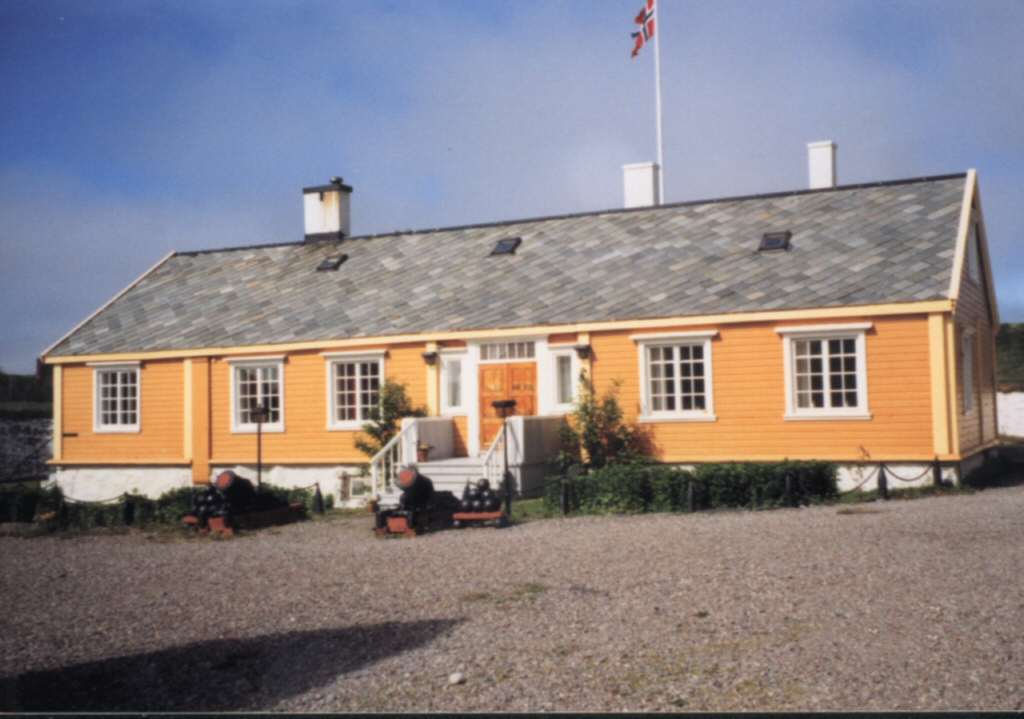
Alojamiento de oficiales en la Fortaleza de Vardøhus

Si bien la pesca y el procesamiento de productos marinos son las principales fuentes de ingresos de Vardø, el turismo está comenzando a cobrar una importancia creciente como factor económico.
Las atracciones turísticas de Vardø incluyen la Fortaleza de Vardøhus, una fortaleza del siglo XIII —si bien la estructura que se aprecia actualmente se remonta al año 1734—, varias colonias de aves marinas, dos museos, uno sobre el comercio de Pomor y el otro sobre la historia local y la avifauna, y restos de fortificaciones alemanas de la Segunda Guerra Mundial. La competencia de Yukigassen que se realiza en Vardø es única en su tipo en Noruega.
La Fortaleza de Vardøhus aloja dos árboles de sorbus, que son calefactados en invierno para poder sobrevivir en el frío clima de Vardø, al norte de la línea de bosques del Ártico. Originalmente, en 1960, se plantaron siete árboles: el que ha logrado sobrevivir ha florecido en dos ocasiones, en 1974 y en 1981. Este árbol finalmente no pudo aguantar el invierno del año 2002, y en su lugar se han plantado dos nuevos árboles pequeños.

### Radar Columbus Ingle
En 1998 se instaló en Vardø un radar llamado Globus II. Su propósito oficial es ayudar a controlar la basura espacial; sin embargo, a causa de su cercanía con Rusia, y una conexión que existiría entre el sistema Globus II y los sistemas antimisiles norteamericanos, la base ha sido objeto de una gran controversia en círculos diplomáticos y de inteligencia.